# Hiroshimastraße
Die Hiroshimastraße ist eine Straße im Berliner Ortsteil Tiergarten, die nach der japanischen Hafenstadt Hiroshima benannt ist.

## Geschichte
Die Straße wurde im Jahr 1862 als Hohenzollernstraße angelegt. 1933 erfolgte eine Umbenennung in Graf-Spee-Straße. Diese Widmung nach dem Admiral Graf Spee stand in Verbindung mit dem nahegelegenen Gebäude des Reichsmarineamts.
Am 1. November 1989 erhielt sie nach einem Beschluss der Bezirksverordnetenversammlung den Namen der ersten Stadt, auf die am 6. August 1945 eine Atombombe abgeworfen wurde. Damit sollte der Name einer Straße geändert werden, „die an einen ehemaligen Militär erinnerte, aber vor allem auch das Gefühl der Solidarität mit der Stadt Hiroshima, da die erste Atombombe vielleicht über Berlin hätte abgeworfen werden können.“

## Bemerkenswerte Bauwerke
Die Straße ist nur 320 Meter lang, verfügt aber bedingt durch ihre Lage im Diplomatenviertel über eine Vielzahl sehenswerter Gebäude (von Norden nach Süden):
- Japanische Botschaft: Das Gebäude im Stil des Klassizismus wurde in den Jahren 1938 bis 1942 nach Plänen von Ludwig Moshamer errichtet. Im Zweiten Weltkrieg wurde ein Seitenflügel durch eine Fliegerbombe zerstört; nach dem Krieg stand das Gebäude mehrere Jahrzehnte leer, bevor man Mitte der 1980er Jahre die Idee verfolgte, ein deutsch-japanisches Kulturzentrum in dem Gebäude zu errichten. Die Schäden waren allerdings so groß, dass Japan die Architekten Kishō Kurokawa und Tajii Yamaguchi beauftragte, es in identischer Form neu zu bauen.
- Italienische Botschaft: Das Botschaftsgebäude entstand zwischen 1939 und 1941 nach Plänen von Friedrich Hetzelt im neoklassizistischen Stil. Auch dieses Gebäude wurde im Krieg stark zerstört, sodass es im Westflügel nur als Konsulat genutzt werden konnte. Von 1971 bis 2003 zog die Vertretung in ein Gebäude in der Straße Unter den Linden, um nach einer denkmalgerechten Sanierung erneut hier einzuziehen.
- Botschaft der Vereinigten Arabischen Emirate: Das Botschaftsgebäude wurde von den Architekten Tom Krause und Astrid Bohne aus Eschweiler errichtet und wird teilweise als „Palast aus Tausendundeiner Nacht“ bezeichnet.[4]
- Griechische Botschaft: Das Gebäude befindet sich in der Hiroshimastraße 11–13 und rückseitig in der Hildebrandstraße 4. Hier befand sich eine Villa von Robert Leibnitz aus den Jahren 1911 und 1912, die von 1920 an bis zum Ende des Zweiten Weltkriegs bereits von Griechenland genutzt wurde. Nach dem Krieg wurde es von Alliierten genutzt und nach einem von Hausbesetzern verursachten Brandschaden 1988 aufgegeben. Die Überreste der denkmalgeschützten Villa wurden in den Neubau integriert.[5]

- Vertretung des Landes Nordrhein-Westfalen: Das Gebäude wurde von 2000 bis 2002 von Karl-Heinz Petzinka erstellt und beherbergt die Landesvertretung NRWs auf Bundesebene. Hier wurde 2009 der Koalitionsvertrag zwischen CDU, CSU und FDP ausgehandelt.[6]
- Vertretung des Landes Bremen: Das Gebäude wurde von den Berliner Architekten Léon-Wohlhage-Wernik erbaut. Es besteht aus zwei voneinander getrennten Baukörpern, die eine Verbindung zwischen der klassischen Berliner Blockrandbebauung am Reichpietschufer und den Stadtvillen der Hiroshimastraße herstellt.
- Friedrich-Ebert-Stiftung: Das Gebäude ist eine Außenstelle der parteinahen Stiftung der SPD.

## Anbindung über den Landwehrkanal
- Südlich der Hiroshimastraße befindet sich der Hiroshimasteg, eine Fußgängerbrücke über den Landwehrkanal.
- Für den Gehweg wurden Granitplatten aus dem portugiesischen Pedras Salgadas verwendet.[7]

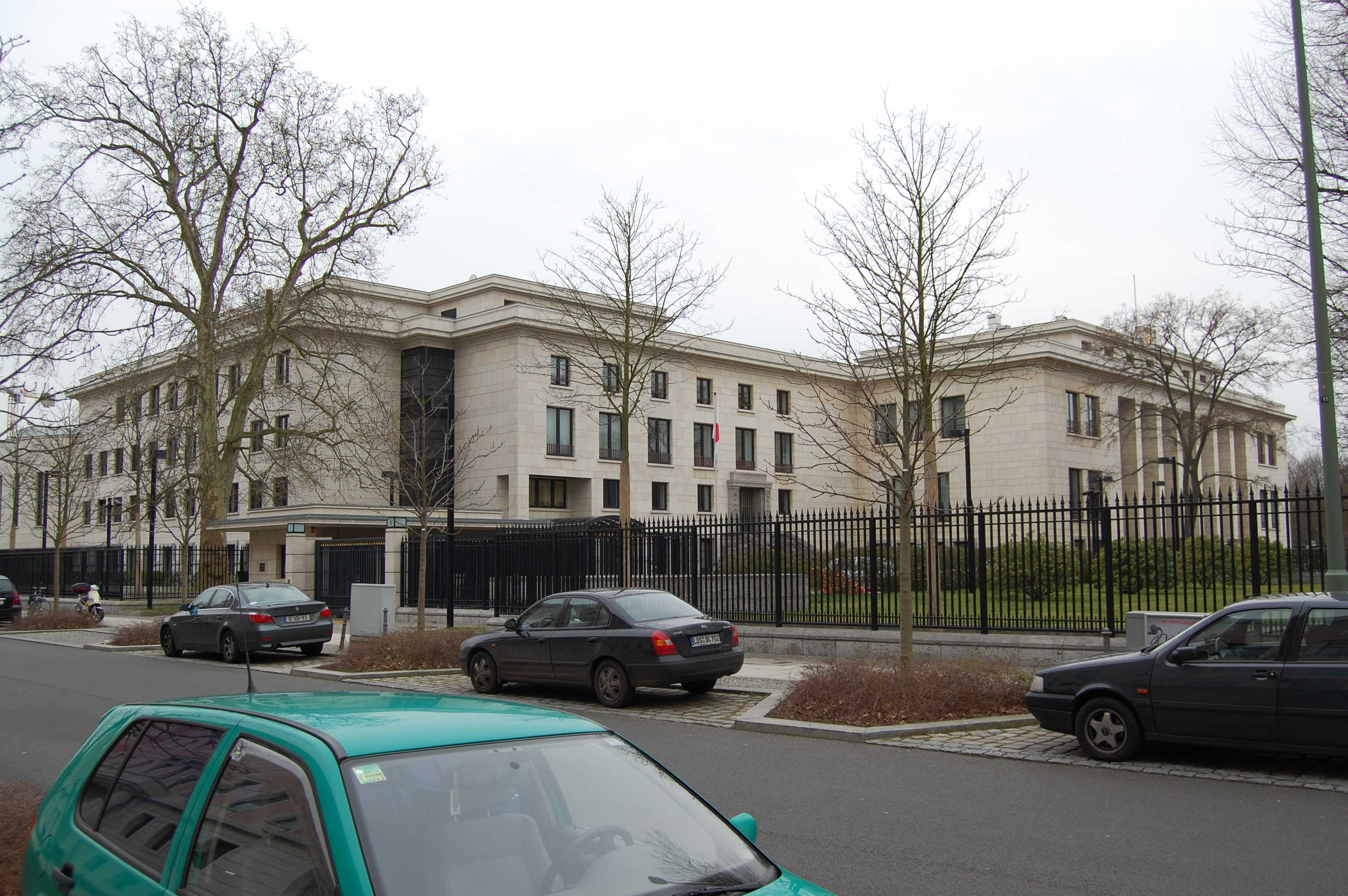
Japanische Botschaft
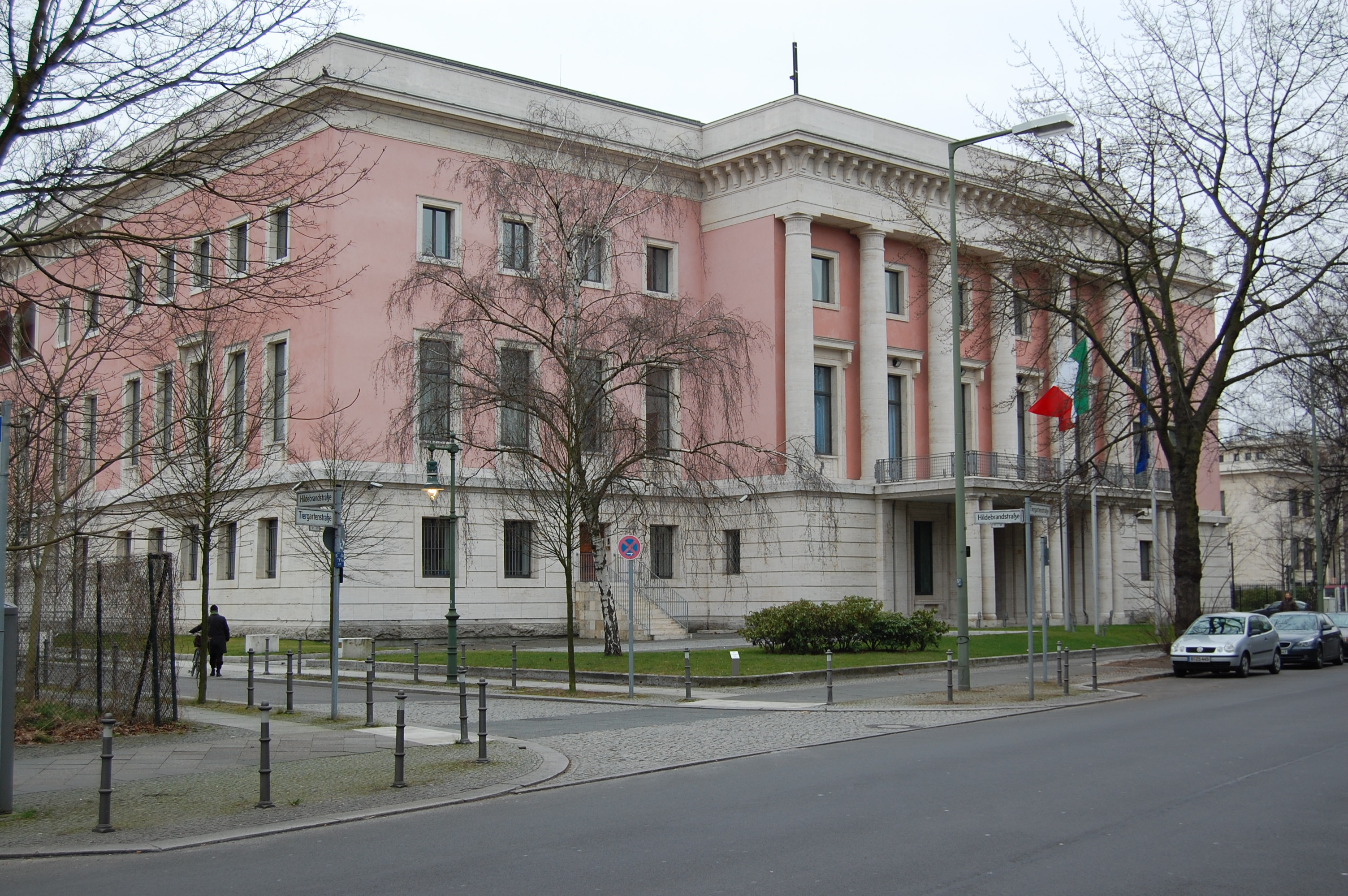
Italienische Botschaft
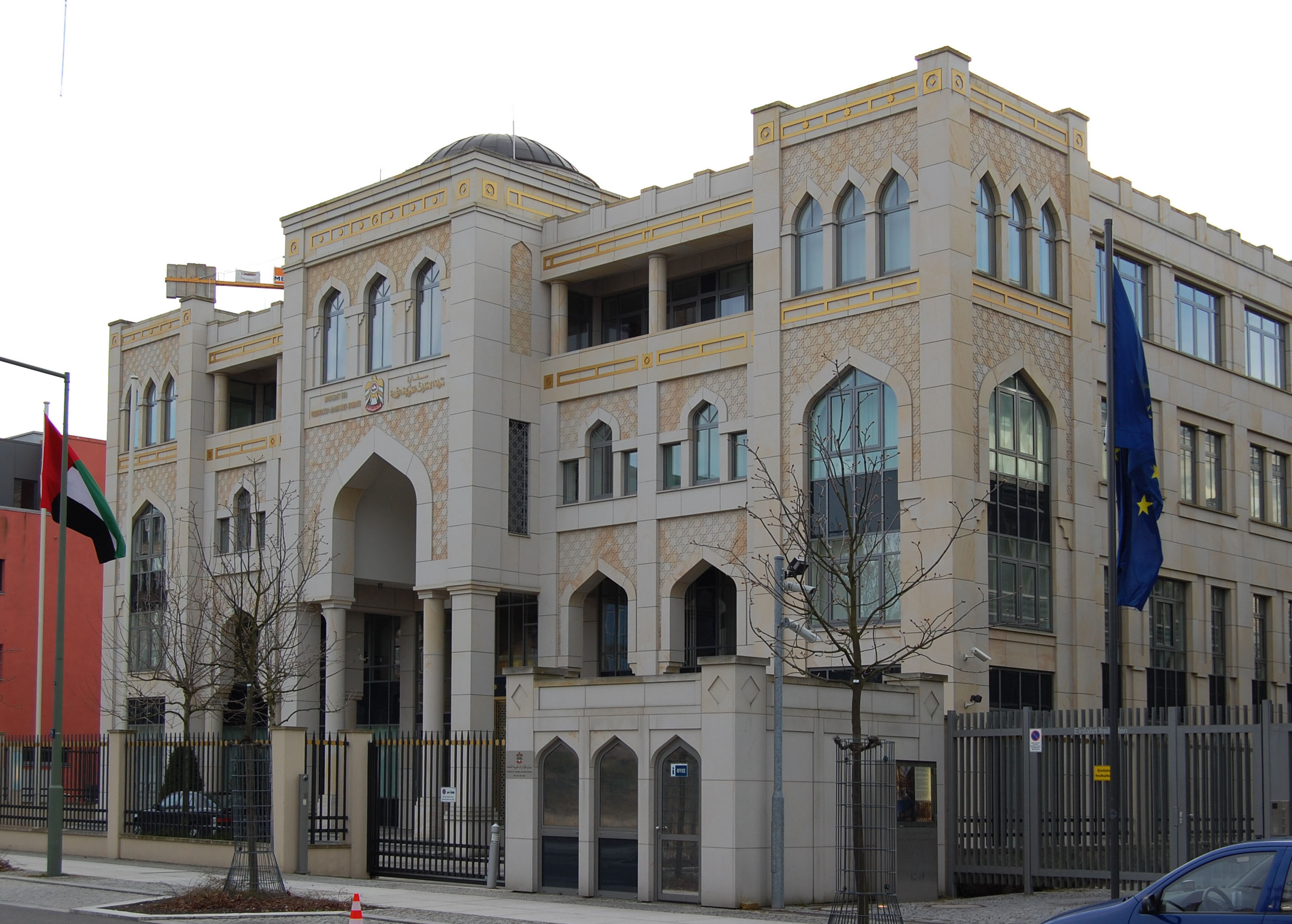
Botschaft der Vereinigten Arabischen Emirate
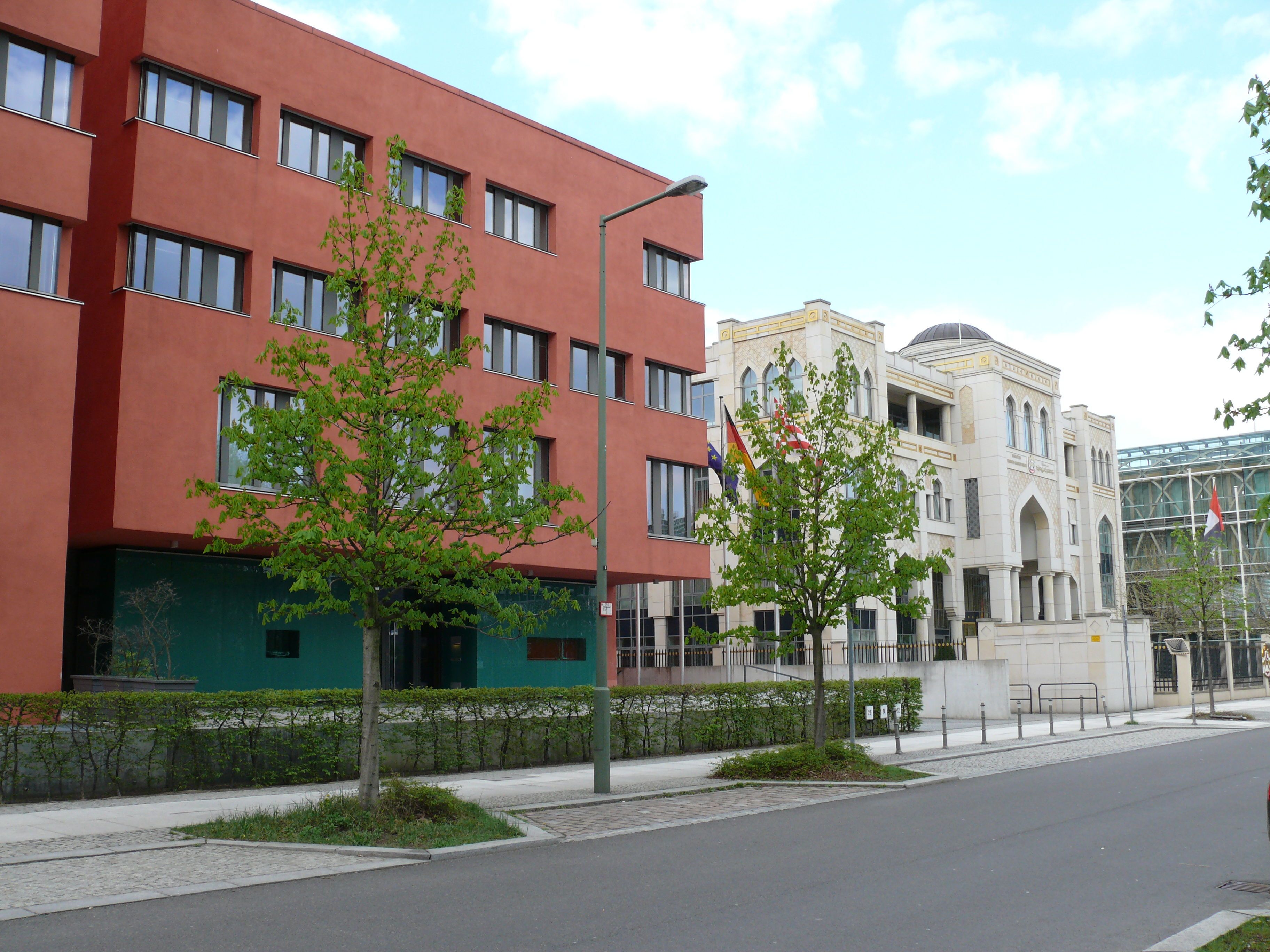
Vertretung des Landes Bremen beim Bund
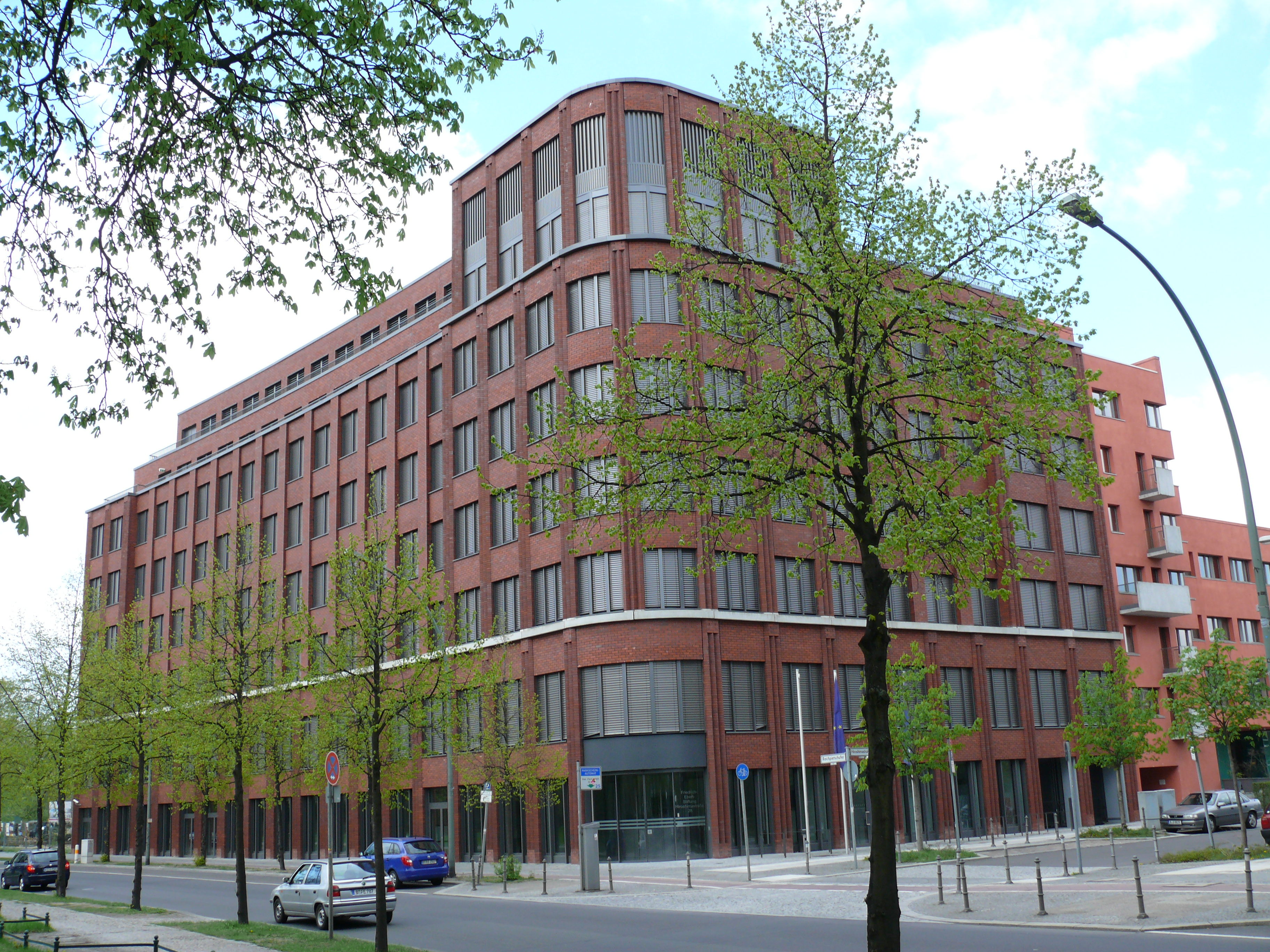
Friedrich-Ebert-Stiftung